# Metabisulfit de potasiu
Metabisulfitul de potasiu (denumit și disulfit sau pirosulfit de potasiu) este un compus anorganic, o sare de potasiu cu formula chimică K2S2O5. Este utilizat în principal pentru sterilizare chimică. Este și un conservant alimentar cu numărul E E224.

## Obținere și proprietăți
Metabisulfitul de potasiu este obținut în urma reacției dintre hidroxid de potasiu și dioxid de sulf:
{\displaystyle {\ce {2 SO2 + 2 KOH -> K2S2O5 + H2O}}}
Se descompune la 190 °C, formând sulfit de potasiu și dioxid de sulf:
{\displaystyle {\ce {K2S2O5 -> K2SO3 + SO2}}}